# 귀주 대첩
구주 대첩 또는 귀주 대첩(龜州大捷)은 1019년 3월 10일 (음력 2월 1일) 상원수 강감찬 도통사와 원수 강민첨 대장군 휘하의 고려군이 요나라군을 귀주(龜州, 현재의 평안북도 구성시)에서 물리쳐 승리한 전투이다. 고려측 20만 명 이상, 요측 10만 명 이상의 대병력이 평야 한복판에서 맞붙은 총력 대회전이다.

## 전쟁의 배경
태조 왕건은 고려를 건국할 때부터 거란과는 거리를 두었다. 고구려를 계승한 발해를 거란이 멸망시켰고, 고구려를 계승한다는 의미에서 고려는 북진 정책을 국시로 내걸었기 때문에 국경을 마주한 거란과는 대립할 수밖에 없었다. 거란 입장에서는 이러한 고려의 정책과 더불어 송나라와 고려가 연합할 경우, 고려가 자신들의 뒤를 칠 것을 우려하여 사전에 고려를 완전히 자신들의 속국 정도로 제압하든지 최소한 송나라와 거리를 두게 만들 필요가 있었다. 이 때문에 거란은 고려를 3차례 침공하였다.
993년(성종 12) 1차 침입에서는 소손녕이 이끈 거란군이 패배한 후, 서희가 담판을 벌여 고려가 강동 6주를 획득하였고, 1010년(현종 1) 2차 침입에서는 강조의 정변을 구실로 침공해 왔으나 별다른 소득없이 돌아갔다. 1018년~1019년 3차 침입에서 상원수 강감찬 도통사와 원수 강민첨 대장군이 귀주 대첩을 승리로 이끌었다. 

## 결과
이에 고려는 평장사 강감찬을 상원수로 봉하고, 대장군 강민첨을 원수로, 병마판관에 김종현을 임명,  20만 8천의 대군으로 소배압을 막도록 하였다. 고려군의 강민첨 대장군은 압록강 유역 흥화진의 삼교천(三橋川)에서 거란군과 맞서 싸워 승전하였으나(흥화진 전투), 거란군은 수도인 개경을 목표로 우회하여 계속 남하하였다. 하지만 거란군은 자주에 있는 내구산에서 추격전을 벌인 강민첨 대장군의 기병 1만 4천 명에게 대패하고, 대동강 가의 마탄에서도 시랑 조원에게 대패하면서 1만 명의 군사를 잃게 된다.
결국 수도 개경에서 약 100리 정도 밖에 떨어지지 않은 신은현에 도착한 거란군은, 또 한번 고려군의 청야 작전에 당하고 만다. 개경에 정찰병들을 보냈지만, 개경의 방어가 왕성하다는 첩보를 들은 소배압은 후퇴를 결심하게 된다. 추격하는 고려군을 막기 위해 약 300명 정도의 기병대를 배치해 두었지만, 이들은 금교역에서 고려군의 습격에 전멸하고 만다. 이에 아랑곳하지 않고 계속 퇴각하던 거란군은, 연주에서 또다시 강민첨 대장군의 기병대에게 대패한다.
며칠 뒤, 거란군은 귀주를 지나게 되었다. 상원수 강감찬은 귀주에서 수만의 대군을 이끌고 기다리고 있었다. 
양군은 힘을 다해 싸웠고, 쉽사리 승부가 갈리지 않았다. 
때마침 개경에서 거란군을 추격하며 올라온 김종현의 기병대가 거란군의 후진을 습격하여 적을 혼란에 빠뜨렸고 연주에서 승리한 강민첨 대장군의 기병 1만 4천 명이 정주 방향에서 귀주에 도착해서 거란의 중심부로 전원 돌격하여 고려본진과 함께 거란군을 완전포위하고 순식간에 섬멸시키니, 거란군은 완전히 참패하고 북으로 달아났다. 그러나 원수 강민첨 대장군의 기병대가 반령까지 거란군을 추격, 격퇴하여 살아돌아간 거란군은 수천 명에 불과했다.
『고려사절요』권4 정종(靖宗) 12년 11월조 원수 강민첨 대장군의 귀주대첩 기록
11월. 제서를 내려 이르기를, “대중상부(大中祥符) 3년(1010)에 거란이 들어와 노략질하였을 때, 서북면도순검사(西北面都巡檢使) 양규(楊規)와 부지휘(副指揮) 김숙흥(金叔興) 등은 선봉에 나아가 힘써 격투를 벌이며 연이은 전투에서 적을 돌파하였지만 화살이 고슴도치의 털처럼 집중되어 모두 전장에서 전사하였다. 또한 대중상부 11년(1018) 거란 병사가 난입하였을 적에는 병부상서 지중추원사(兵部尙書知中樞院事) 강민첨(姜民瞻)이 원수(元帥)가 되어 북을 치며 힘써 돌격하여 반령(盤嶺)의 들판에서 크게 패배시켰으니, 거란군이 퇴각하면서 창과 갑옷을 내버려 길거리를 가득 메웠다. 강민첨은 이에 10,000명을 포로로 잡거나 참수하였다. 그 공을 추념한다면 포상을 시행하기에 합당할 것이다. 공신각(功臣閣)에 모습을 그려 이로써 후대를 권면할 만하다.”라고 하였다.
十一月. 制曰, “大中祥符三年丹兵入寇, 西北面都巡檢使楊規副指揮金叔興等挺身奮擊, 連戰破敵, 矢集如蝟毛, 俱沒陣下. 又於大中祥符十一年丹兵入,兵部尙書知中樞院事姜民瞻爲元帥, 鼓奮擊, 大敗於盤嶺之野, 丹兵奔北, 投戈委甲, 行路隘塞. 民瞻乃斬萬級. 追念其功, 合行褒奬. 可圖形功臣閣, 以勸後來.”
고려 거란 전쟁과 귀주대첩 구국의 영웅, 원수(元帥) 강민첨(姜民瞻) 대장군의 공신 초상은 현재 대한민국 보물 제588호로 국립 중앙박물관에 보관되어 있다.
귀주 대첩에 대하여 《요사 遼史》에서는 다하(茶河)와 타이하(陀二河)의 패전에서 천운과 피실의 이군(二軍)의 익사자가 많았으며, 거란의 최고 명문인 요련장(遼輦帳)의 상온(詳穩) 아과달(阿果達), 객성사(客省使) 작고(酌古), 발해상온 고청명(高淸明), 천운군상온 해리(海里) 등과 같은 고위 간부들이 전사하였다고 전하고 있다. 기대에 어긋난 이 패전에 거란의 성종은 크게 노하여 소배압에게 사신을 보내어서 ‘네가 적지에 너무 깊이 들어가 이 지경이 되었다. 무슨 얼굴로 나를 만나려는가. 너의 낯가죽을 벗겨 죽이고 싶다’라고 책망하였다고 한다. 이 귀주 대첩이 지닌 가장 큰 의의는 거란의 성종으로 하여금 다시 무력으로 고려를 굴복시키려는 야망을 버리게 한 동시에, 거란이 끈질기게 요구하여왔던 국왕의 친조(親朝)와 강동 6주의 반환을 다시는 요구하지 않게 되었다는 데 있다.

## 같이 보기
- 강감찬
- 강민첨
- 강민첨초상